# Creully
Creully é uma ex-comuna francesa na região administrativa da Normandia, no departamento de Calvados. Estendeu-se por uma área de 8,56 km². Em 2010 a comuna tinha 2 348 habitantes (densidade: 274,3 hab./km²).
Em 1 de janeiro de 2017 foi fundida com as comunas de Saint-Gabriel-Brécy e Villiers-le-Sec para a criação da nova comuna de Creully sur Seulles.